# Pseudomops oblongatus
Pseudomops oblongatus es una especie de cucaracha del género Pseudomops, familia Ectobiidae. Fue descrita científicamente por Linnaeus en 1758.
Habita en México, Surinam, Guayana Francesa y Brasil.